# 621 Верданді
621 Верданді (621 Werdandi) — астероїд головного поясу, відкритий 11 листопада 1906 року Августом Копфом у Гейдельберзі.
Тіссеранів параметр щодо Юпітера — 3,196.